# Palacio de Gobierno de Aguascalientes
El Palacio de Gobierno de Aguascalientes es un edificio histórico construido en el siglo XVII ubicado en el sur del zócalo de Aguascalientes (también conocido como la Plaza de la Patria o Plaza de Armas) en el centro histórico de la ciudad. Actualmente es sede de la Gobernadora de Aguascalientes.

## Historia
La obra empezó a construirse en 1665 cuando Bernarda Salado, propietaria original del terreno, hizo un intercambio de terrenos con el párroco Pedro Rincón de Ortega, quien tenía el propósito de construir una vivienda para los herederos del mayorazgo. Las construcciones terminaron en el siglo XVIII a cargo de José Rincón Gallardo, sobrino nieto del párroco, quien fue la primera persona en poseer la mansión que fue de la familia Rincón Gallardo, después marqueses de Guadalupe Gallardo, hasta la tercera mitad del siglo XIX, cuando José María Rincón Gallardo le vendió la propiedad a una sobrina para después pasar a manos de Pedro Oviedo.
El edificio funcionó como sede del Mesón de la Unión en 1842 hasta después de trece años que las herederas de Oviedo vendieron el edificio al Ayuntamiento de Aguascalientes, quienes, a su vez, lo vendieron al Gobierno del Estado en 1856. El edificio ha sufrido una serie de cambios a través del tiempo y de la necesidad de los gobernantes en turno. Jesús María Chávez (gobernador de 1944 a 1950) inició una ampliación del edificio que después Luis Ortega Douglas (gobernador de 1956 a 1962) prosiguió con las obras iniciadas. Los arreglos finalizaron en la gubernatura de Enrique Olivares Santana (gobernador de 1962 a 1968).

## Construcción y arquitectura
Este edificio pertenece a la época colonial (siglo XVII) y se encuentra construido con un estilo de arquitectura barroca. Su construcción inició en el año de 1665, aunque el diseño y edificación se pensó principalmente con el objetivo de ser la residencia urbana de la familia Rincón Ortega y posteriormente de los Rincón Gallardo.

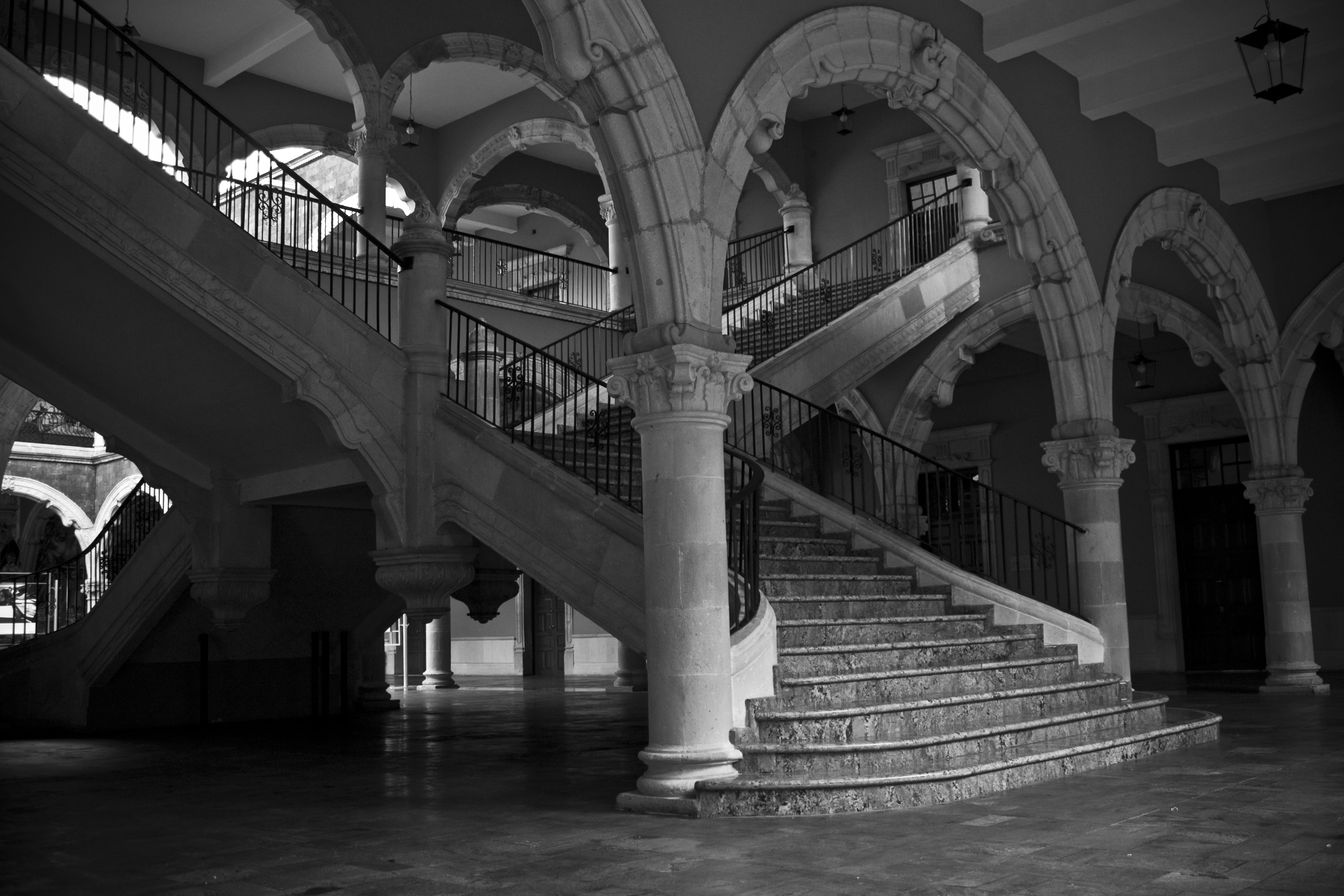
Escalinatas al interior del Palacio de Gobierno de Aguascalientes.

La fachada del edificio está elaborada con tezontle rojo (roca volcánica), contrastando con el conjunto de balcones y ornamentación labrada de cantera rosa, así como los cinco blasones (escudos) que los rematan. Del balcón central sobresale el escudo principal que corresponde al escudo de armas del mayorazgo de las haciendas de la Purísima Concepción de Ciénega de Rincón o de Mata, posteriormente a la residencia se le fueron agregando los escudos de las familias que se unieron a la familia Rincón Gallardo por medio de acuerdos y matrimonios.
Originalmente el Palacio de Gobierno del estado, antiguamente mansión, sólo contaba con un patio principal, aunque después de ser cedido como un edificio de carácter público y político el gobernador en turno, Jesús Ma. Rodríguez, inició una ampliación en el recinto durante la década de los 40; las remodelaciones prosiguieron durante la administración del gobernador Ortega Douglas y finalizaron hasta mediados de los años 60 bajo la gubernatura de Enrique Olivares Santana. En la remodelación del recinto se tuvo que reducir la esquina con el fin de ampliar la calle José María Chávez, de dicho corte se perdieron las escaleras originales del edificio, pero como resultado se construyó el segundo patio que conecta con el patio principal a través de una réplica de las escaleras originales.

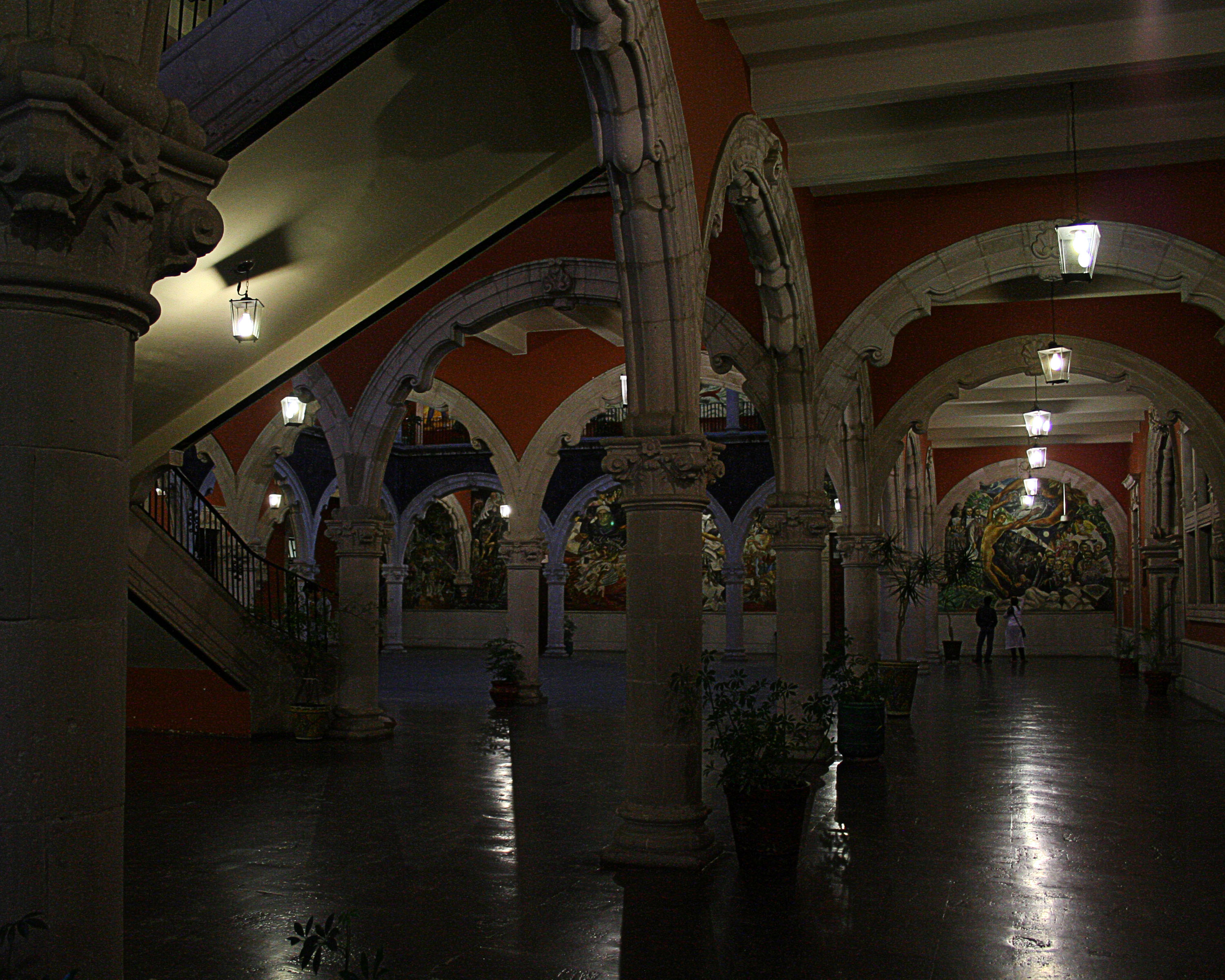
Columnas dentro del edificio.

Al interior del edificio se pueden observar algunos elementos arquitectónicos originales que se conservan actualmente y tienen una alta influencia de estilo barroco. La construcción cuenta con 110 arcos de medio punto, los cuales son adornados con sus respectivas claves escultóricas y por debajo de los arcos se puede observar columnas de orden corintio. Durante los primeros dos años de los 60, el muralista Oswaldo Barra Cunningham se encargó de pintar 280 metros cuadrados de murales en el pórtico que da al segundo patio del Palacio de Gobierno y años más tarde en 1992 el artista daría como terminado su trabajo con cinco murales que cuentan de manera resumida la historia del estado dentro del contexto nacional, narrando desde las luchas de las tribus chichimecas contra los españoles hasta los eventos y costumbres más representativas del Estado.

## Murales
Durante las remodelaciones del Palacio de Gobierno en la década de los 60, bajo la administración del entonces gobernador del Estado de Aguascalientes, el ingeniero Luis Ortega Douglas, se encargó no sólo la remodelación arquitectónica del viejo edificio, sino que se comisionó al muralista chileno Oswaldo Barra Cunningham para la realización de frescos que dotaran a la construcción con un atractivo artístico y cultural, además de narrar de manera clara la trayectoria histórica de la entidad. Los trabajos de Cunningham duraron alrededor de 30 años, desde su inicio en el año de 1961 hasta su finalización en 1992, su obra resultó en la realización de cinco murales que adornan los pórticos de ambos patios, la entrada y la segunda planta.

### Aguascalientes en la historia (1961)
Ubicado en la primera planta en el pórtico del segundo patio, este primer mural narra de forma pictórica el resumen de la historia de la entidad resaltando aquellos acontecimientos y personajes que destacaron tanto en la historia estatal como nacional. La obra tardó poco menos de un año en ser concluida, dando como resultado un mural rectangular, en formato horizontal, de 90 metros cuadrados. Como base de la obra se puede distinguir el tratamiento de varias figuras geométricas dándole al mural un gran dinamismo; la composición la configuran varias escenas, las cuales están llenas de elementos humanos, vegetales y animales, además se emplea el uso de colores vivos y alegres para resaltar las figuras. La narración inicia de izquierda a derecha, se comienza con las batallas que libraron las tribus chichimecas originarias de la región contra los españoles a los pies del Cerro del Muerto y termina con la Soberana Convención Revolucionaria acontecida en el año de 1914.

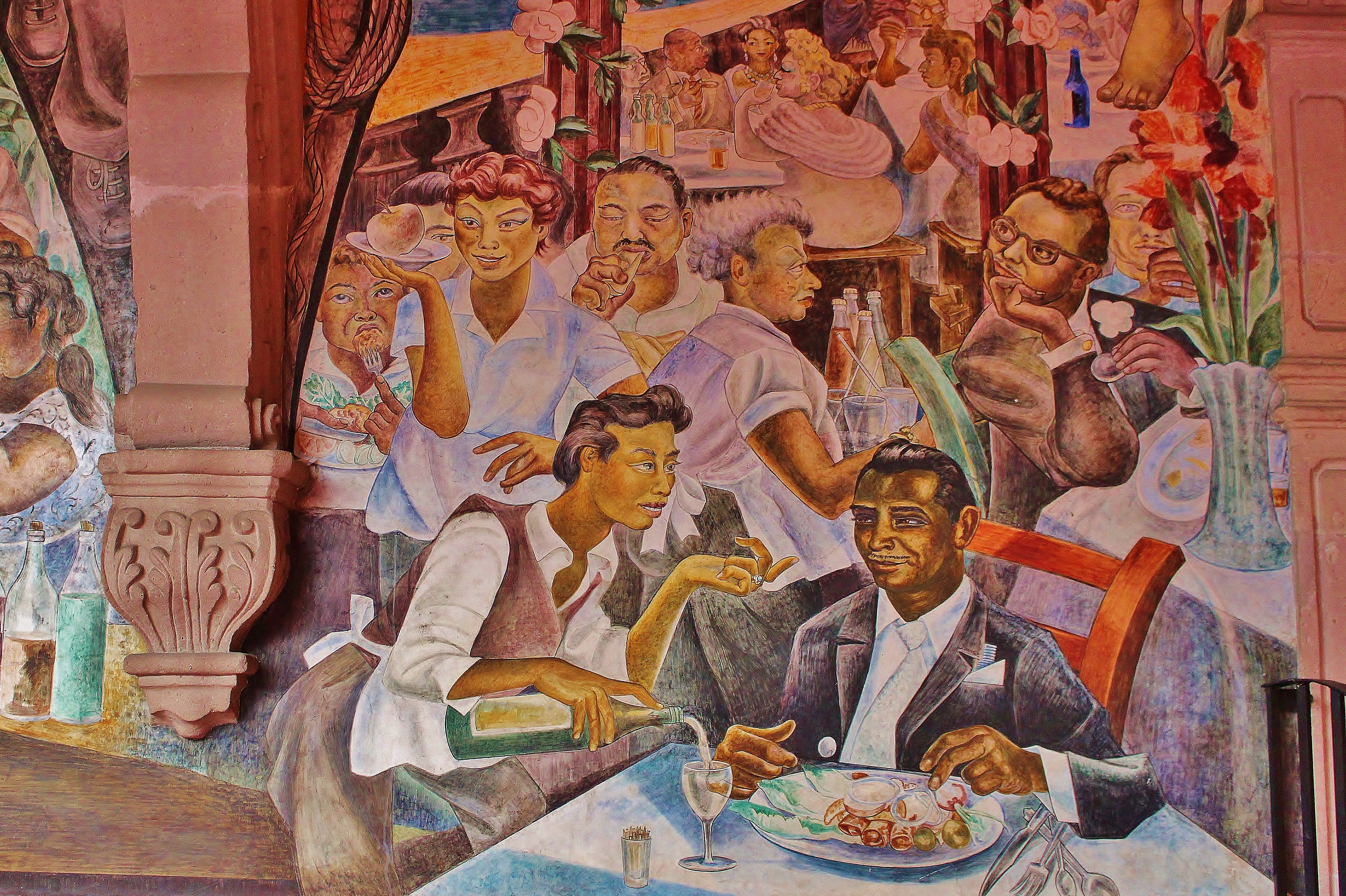
Los murales fueron polémicos por retratar la doble moral hidrocálida de los años 60. En ellos aparece la afamada dueña de un burdel y un restaurante donde los meseros eran conocidos homosexuales.

### La Feria de San Marcos (1962)
Al igual que su anterior trabajo, Cunningham utiliza el mismo dinamismo y composición para este mural. Ubicado en la planta alta del primer patio del edificio, esta obra pictórica narra con varias escenas sobrepuestas la tradición más representativa del Estado, la Feria de San Marcos. En el mural se observan varios elementos humanos abarrotando el espacio, entre ellos se distinguen personajes destacados de la época, asimismo se distinguen aquellas tradiciones y eventos que enmarcan la temporada de feria en Aguascalientes, dotándolo también de un ambiente primaveral mediante el uso de colores alegres, vestimentas tradicionales y de la época en la que se realizó la obra y elementos vegetales representativos de la entidad.

### Interpretación de los colores de la bandera (1989)
Este trabajo pictórico se encuentra en la segunda planta de Palacio de Gobierno. En su trabajo el artista Oswaldo Barra Cunningham hace una interpretación de colores del lábaro patrio, donde el color verde es representado a través de la riqueza que aporta el sector agrícola, se pueden apreciar algunos frutos típicos de la nación; el blanco se representa como la educación, cultura, salud, altruismo y las aguas que caracterizan al pueblo; el rojo por la fuerza en el trabajo, el empeño que ha puesto el pueblo mexicano ante las adversidades y la unión de la gente.

### La Convención de Aguascalientes (1991)
En este mural se muestra una serie de alegorías sobre la revolución y algunos sucesos y personajes importantes alrededor de esta, del mismo modo la escena que toma mayor relevancia es la Soberana Convención Revolucionaria que tuvo lugar en Aguascalientes. Este mural se encuentra en el pórtico de la planta baja del primer patio.

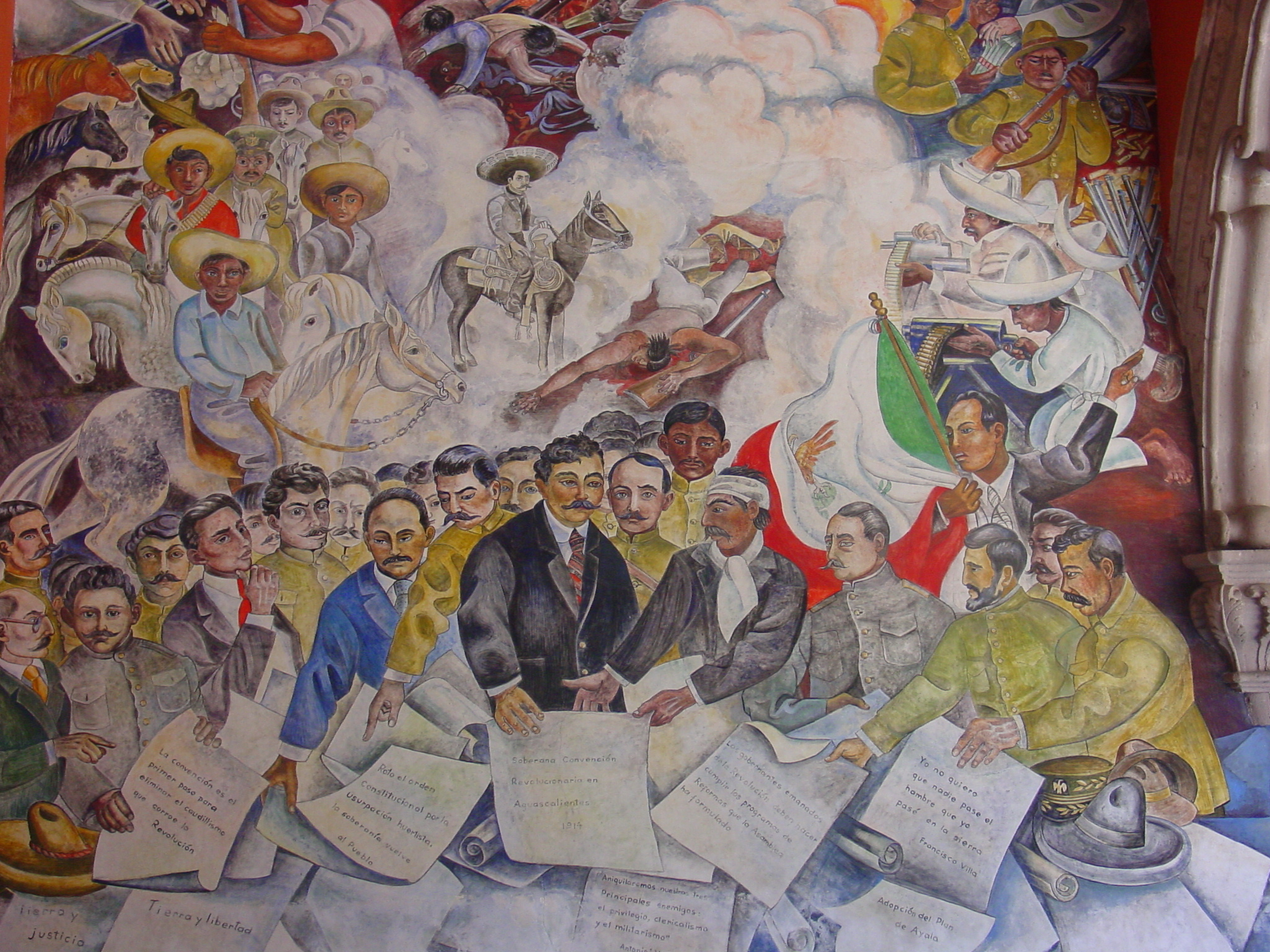
Detalle del mural "La Convención de Aguascalientes" en el Palacio de Gobierno.

Por encima de la escena principal se puede observar una mujer que sostiene un listón que lleva escrito el lema : “Las Ideas Vertidas en la Convención de Aguascalientes, cristalizaron en la Convención de 1917”. En el resto del mural se aprecian también algunos lugares distinguidos e importantes dentro del Estado.

### La Batalla de la Gran Nopalera (1992)
El último mural realizado por Oswaldo Barra Cunningham, ubicado en la entrada del Palacio de Gobierno de Aguascalientes, representa el legado dejado de los antiguos pobladores originarios mediante una serie de ilustraciones de pinturas rupestres, las batallas liberadas entre diversas tribus indígenas y conquistadores, el mestizaje y la mezcla de culturas.
A la izquierda observa la dalia, la flor nacional que representa la mexicanidad; en el techo se pueden ver dos aves, un águila y un cóndor, simbolizando la unidad entre México y el resto de Latinoamérica; sobre el arco de la entrada sostenido por un hombre y una mujer cuelga el lema: “Unidad, Trabajo y Concordia”.